# Кокорин, Али Иванович
Али Иванович Кокорин (15.11.1929, Свердловск — 22.10.1987, Иркутск, РСФСР, СССР) — российский учёный, профессор Иркутского университета, основатель Иркутской научной школы по алгебре, логике и кибернетике.

## Биография
Родился 15 ноября 1929 года в Свердловске.
После окончания средней школы и военного училища служил офицером морской пехоты в г. Порт-Артуре, награждён медалью Китайской Народной Республики «Дружба».
В 1954 году уволился в запас, работал сначала на Уралмаше рабочим, потом тренером по шахматам и плаванию, одновременно учился на заочном отделении физико-математического факультета Уральского университета. В 1960 г. окончил университет и получил направление в Свердловский филиал ЗИСТ (Заочный институт советской торговли): ассистент, старший преподаватель на кафедре высшей математики. Одновременно учился в аспирантуре УрГУ (был годовой перерыв, когда он работал учителем математики в поселковой школе).
Под руководством профессора П. Г. Конторовича подготовил кандидатскую диссертацию на тему «Вопросы упорядочения групп» и в 1964 году защитил её в диссертационном совете Новосибирского государственного университета. После этого по конкурсу занял должность старшего преподавателя (а с 1965 года доцента) кафедры алгебры и математической логики НГУ.
В 1969 году создал в Иркутском университете кафедру алгебры и логики, которой руководил до конца жизни (с 1984 года кафедра алгебры, логики и кибернетики).
В 1981 году присвоено учёное звание профессора.
Умер в Иркутске 22 октября 1987 года после тяжелой скоротечной болезни. Похоронен в Свердловске на Широкореченском кладбище.

## Из библиографии
Основатель Иркутской научной школы по алгебре, логике и кибернетике. Соавтор (вместе с В. М. Копытовым) монографии, переведенной на английский язык:
- Линейно упорядоченные группы / А. И. Кокорин, В. М. Копытов. — Москва : Наука, 1972. — 199 с. — (Современная алгебра).
- Fully ordered groups. — New Work : J. Wiley, 1974. — 147 p. — A. I. Kokorin and V. M. Kopytov.

Другие сочинения:
- Упорядочиваемые группы : (Спецкурс для студ. НГУ). — Новосибирск : [б. и.], 1966. — 128 с.
- А. И. Кокорин, А. Г. Пинус, Вопросы разрешимости расширенных теорий // УМН, 33:2(200) (1978), 49-84; Russian Math. Surveys, 33:2 (1978), 53-96
- Г. Т. Козлов, А. И. Кокорин. Элементарная теория абелевых групп без кручения с предикатом, выделяющим подгруппу // Алгебра и логика, 8:3 (1969), 320—334
- Блудов В. В., Кокорин А. И. Использование ЭВМ при решении известных проблем в алгебре // Кибернетика. 1982, № 6. С. 95-101.

Ученики — доктора физико-математических наук:
- Андрей Валерьевич Манцивода (1995)
- Василий Васильевич Блудов (1997)
- Владимир Иванович Мартьянов (1996)
- Николай Алексеевич Перязев (1998).